# Tătaru
Tătaru is een Roemeense gemeente in het district Prahova.
Tătaru telt 1170 inwoners.